# A1台
A1台（英語：A1）為亞洲電視數碼媒體擁有的一條綜合頻道；本頻道於2018年1月29日啟播。
A1台一般以粵語播放外購劇集及自製節目，亦會以國語、英語、韓語、日語等播放其它節目。

## 歷史
2018年6月19日起，A1台不再24小時播放節目，取消深夜《蒲樂無窮》及早上重播時段。星期一至五每日早上9時起播放節目，星期六及星期日下午1時起播放節目，直至深夜收台。
2018年8月13日起，A1台改回24小時播放節目，恢復深夜《蒲樂無窮》及早上重播時段。
2018年11月19日起，A1台不再24小時播放節目，只播放兩個首播節目，即只有《贏家Online》及《香港追擊搜》（2019年1月7日起改為播放《A1娛頭》），其餘時間只顯示當日節目表。
2019年2月2日起，A1台再次改回24小時播放節目。
2019年3月28日，由於亞洲電視數碼媒體裁員，A1台停播。
2019年5月1日，A1台直播信號恢復，全天循環播出亞洲電視的宣傳片，起初僅有國語和英語版本，之後加入了粵語版本。
2019年5月4日，A1台轉播了世界表演藝術錦標賽香港賽區決賽，節目結束後A1台僅保留ATV動態台徽以及背景音樂。

## 自製節目
- 贏家Online
- A1娛頭
- 今晚見／今晚夜D見
- 百萬富翁2018
- 陶傑笑看風雲
- 激活音樂
- 電影花生友
- 香港追擊搜
- 隱世廚神
- 激安の達人
- ATV學院-網購系
- 親子基因

## 台徽
和舊有亚洲電視頻道不同，A1台的台徽乃出現於畫面右上角，與現時香港其他免費頻道一致。